# Ödön von Horváth

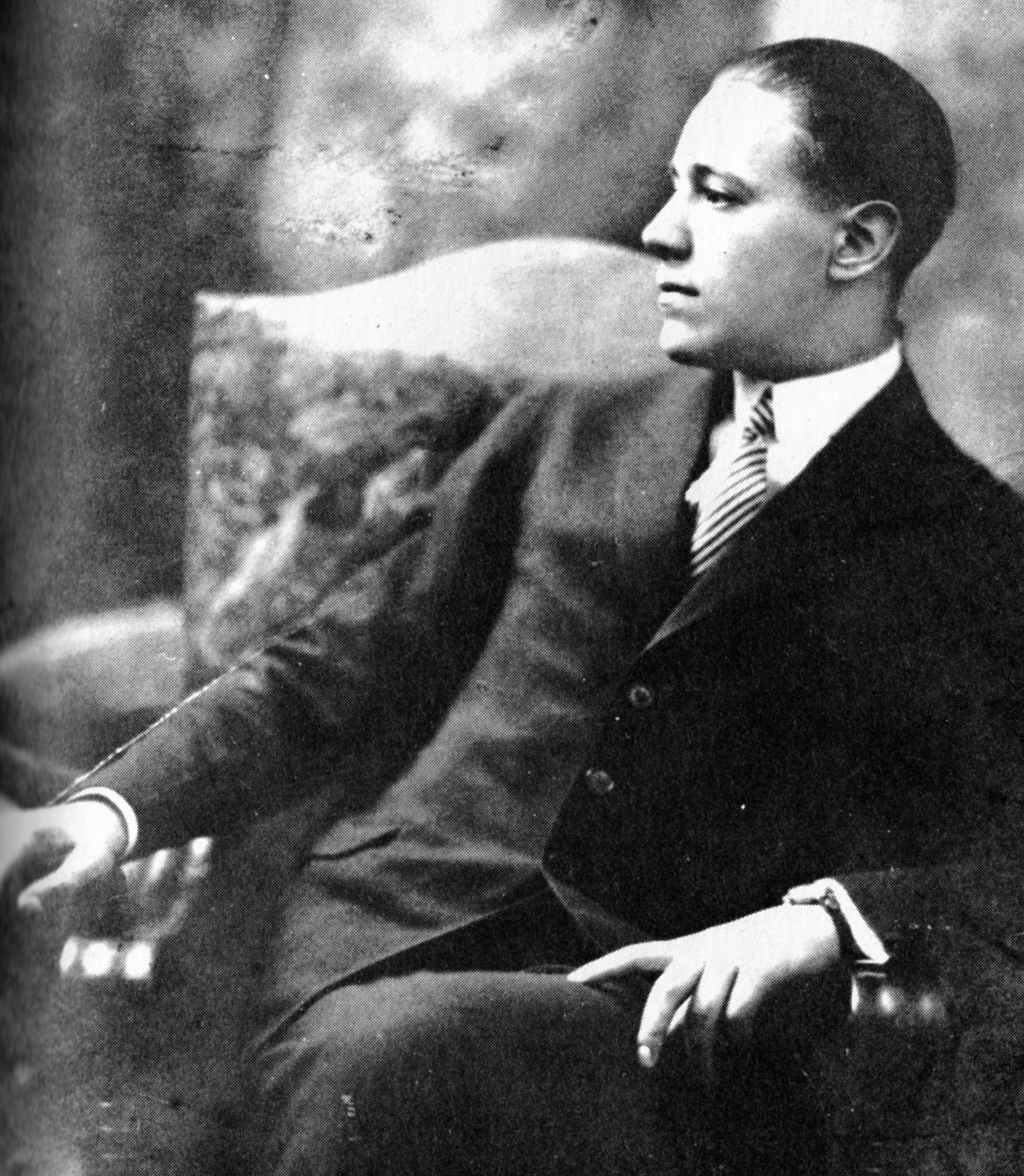
Ödön von Horváth (1919)

Edmund (Ödön) Josef von Horváth (* 9. Dezember 1901 in Sušak, Österreich-Ungarn; † 1. Juni 1938 in Paris) war ein auf Deutsch schreibender Schriftsteller ungarischer Staatsbürgerschaft: „Meine Muttersprache ist die deutsche.“ Bekannt wurde er unter anderem durch seine Stücke Geschichten aus dem Wiener Wald, Glaube Liebe Hoffnung und Kasimir und Karoline sowie durch seine zeitkritischen Romane Der ewige Spießer, Jugend ohne Gott und Ein Kind unserer Zeit.

## Leben
Ödön von Horváth wurde als erster Sohn des österreichisch-ungarischen Diplomaten Ödön Josef von Horváth (1874–1950) und der Maria Lulu Hermine geb. Prehnal (1882–1959) in Fiume (damals Königreich Ungarn; heute Rijeka, Kroatien) geboren. Der Vater stammte aus Slavonien, damals ein Teil Ungarns, und gehörte dem Kleinadel an. Die Mutter kam aus einer ungarisch-deutschen kaiserlich und königlichen Militärarztfamilie.
1902 zog die Familie nach Belgrad, wo 1903 sein Bruder Lajos († 1968) geboren wurde, 1908 wiederum nach Budapest, wo Ödön von einem Hauslehrer zum ersten Mal in ungarischer Sprache unterrichtet wurde. Als sein Vater 1909 nach München versetzt wurde, blieb Ödön zunächst in Budapest und besuchte dort das erzbischöfliche Internat, das „Rákóczianum“. 1913 zog er zu seinen Eltern nach München, wo er zwei Jahre ins Gymnasium ging. Er übersiedelte 1916 mit der Familie ins damals ungarische Pressburg nahe Wien, 1918 nach Budapest und kam schließlich, als die Eltern 1919 wieder nach München zogen, nach Wien in die Obhut seines Onkels Josef Prehnal. Dort legte er im Sommer 1919 an einem Privatgymnasium die Matura ab und schrieb sich noch im selben Jahr an der Universität München ein, wo er bis zum Wintersemester 1921/22 psychologische, literatur-, theater- und kunstwissenschaftliche Seminare besuchte.

### Etablierung als Bühnenautor

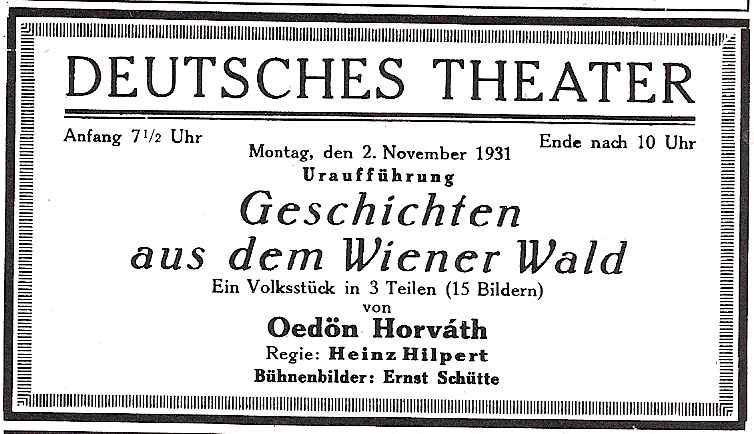
Programmzettel der Uraufführung 1931 in Berlin

Horváth begann 1920 zu schreiben. Der erste literarische Text Horváths, Das Buch der Tänze, auf Anregung Siegfried Kallenbergs entstanden, wurde 1922 konzertant in München und 1926 szenisch in Osnabrück aufgeführt. Ab 1923 lebte Horváth vor allem in Berlin, Salzburg und bei seinen Eltern im oberbayerischen Murnau am Staffelsee. Er widmete sich immer intensiver der Schriftstellerei, vernichtete jedoch viele Texte aus dieser Zeit. Sein 1924 fertiggestellter Bühnentext Niemand wurde erst 2016 publik, da der ursprüngliche Verlag bald pleiteging. Er warnte in seinen Stücken, z. B. in Sladek, der schwarze Reichswehrmann (1929), vor den Gefahren des Faschismus. 1929 trat er aus der katholischen Kirche aus.
Im März 1931 wurde sein Stück Italienische Nacht in Berlin uraufgeführt. Horváths Ruhm als Dichter erlebte im Herbst 1931 den ersten Höhepunkt, als er auf Anregung Carl Zuckmayers gemeinsam mit Erik Reger mit dem Kleist-Preis ausgezeichnet wurde und am 2. November 1931 sein Bühnenstück Geschichten aus dem Wiener Wald, heute sein erfolgreichstes, uraufgeführt wurde.
Als die SA nach Adolf Hitlers „Machtergreifung“ 1933 die Villa seiner Eltern in Murnau durchsuchte, verließ Horváth Deutschland und lebte die folgenden Jahre in Wien und in Henndorf am Wallersee bei Salzburg als eines der wichtigsten Mitglieder des Henndorfer Kreises um Carl Zuckmayer. 1933 heiratete er die jüdische Sängerin Maria Elsner. Eine Woche vorher hatte Horváth seine langjährige Freundin Hertha Pauli bei einem Treffen im Wiener Café Museum mit seinem Hochzeitsplan überrascht, darauf reagierte diese mit einem Suizidversuch. Die Ehe selbst wurde ein Jahr darauf geschieden. Im Jahr 1934 kehrte Horváth nach Deutschland zurück. Er versuchte, trotz seiner Gegnerschaft zum Nationalsozialismus dem Reichsverband Deutscher Schriftsteller beizutreten, und wurde Mitglied der Union nationaler Schriftsteller. Nachdem er im Juli 1936 aus Deutschland verwiesen worden war, strich man ihn im Februar 1937 aus der Mitgliederliste der Reichsschrifttumskammer.

### Verfolgung, Emigration und Tod

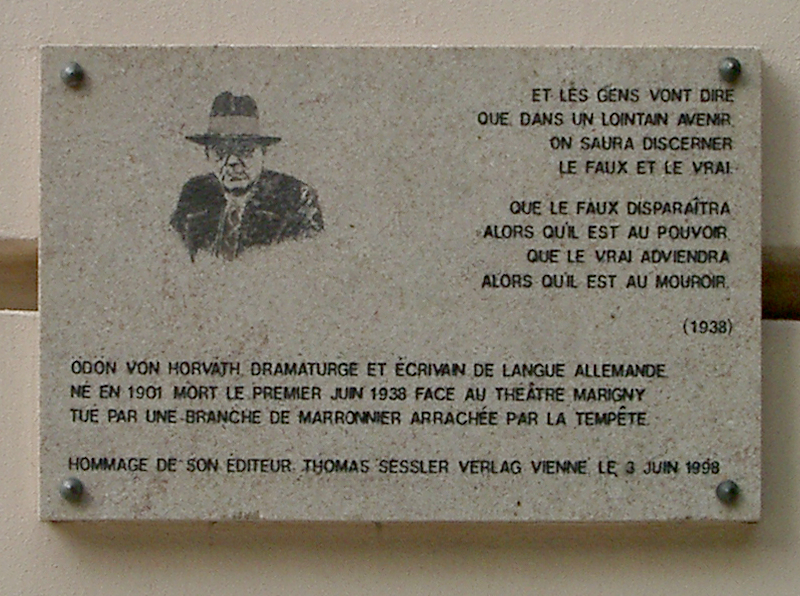
Gedenktafel an Horváths Pariser Todesstätte

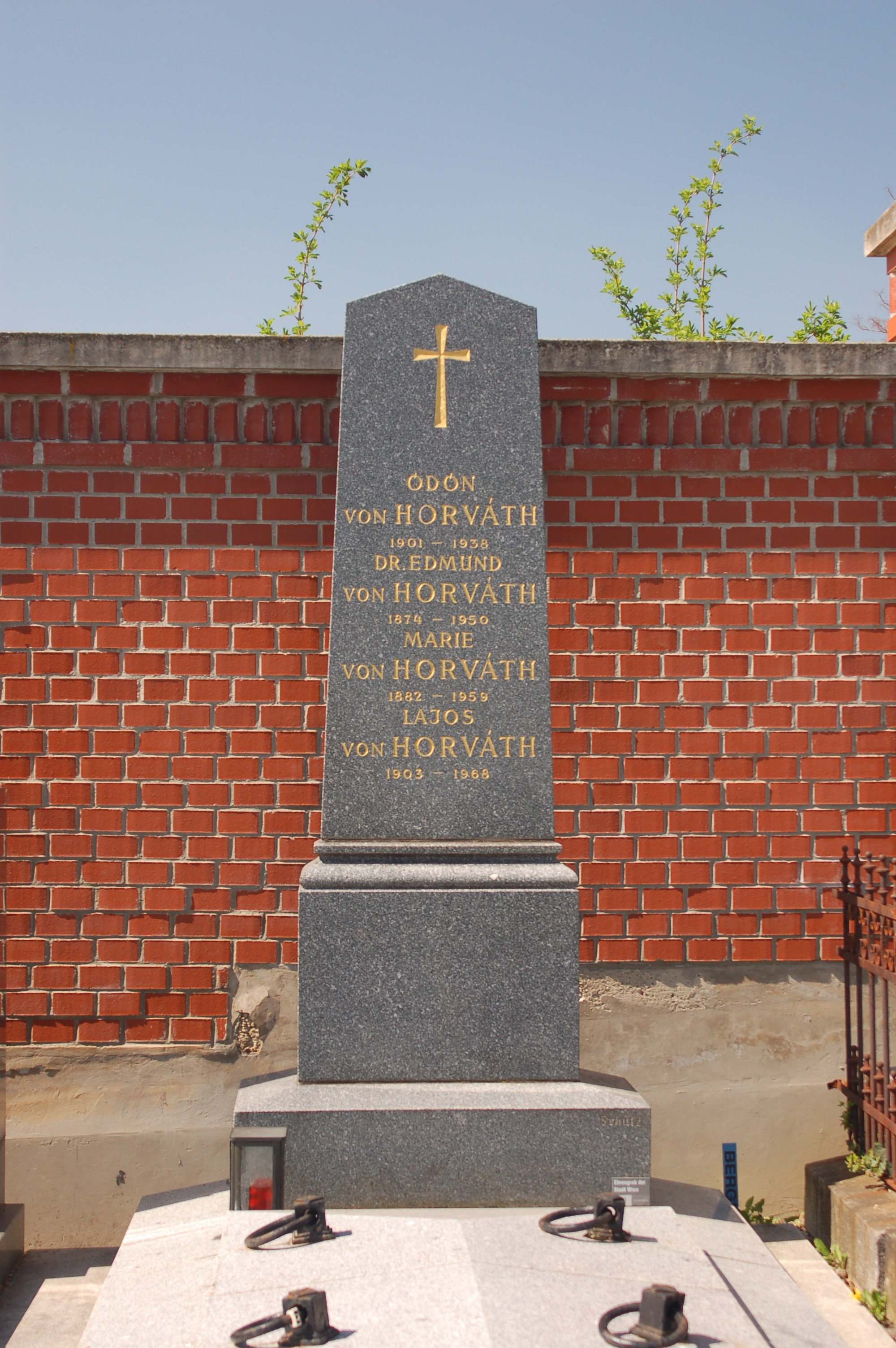
Grabmal auf dem Heiligenstädter Friedhof

Weil seine Stücke in Deutschland nicht mehr aufgeführt wurden, verschlechterte sich Horváths finanzielle Situation. Erst 1937, als sein Roman Jugend ohne Gott in Amsterdam erschien, konnte er wieder einen größeren Erfolg verzeichnen; der Roman wurde in mehrere Sprachen übersetzt, aber bereits 1938 in die „Liste des schädlichen und unerwünschten Schrifttums“ aufgenommen und im Reichsgebiet eingezogen.
Nach dem „Anschluss Österreichs“ im März 1938 fuhr Horváth nach Budapest und Fiume (Rijeka), bereiste einige andere Städte und kam Ende Mai nach Paris. Am 1. Juni traf er im Café Marignan den Regisseur Robert Siodmak, um mit ihm über die Verfilmung des Romans Jugend ohne Gott zu sprechen. Doch noch am selben Abend wurde Horváth während eines Gewitters auf den Champs-Élysées gegenüber dem Théâtre Marigny durch den herabstürzenden Ast einer Rosskastanie erschlagen. Seine Beerdigung fand in Anwesenheit vieler Exilautoren am 7. Juni 1938 auf dem Pariser Friedhof Saint-Ouen statt.
Ein Wahrsager soll Horváth prophezeit haben, dass ihm in den ersten Tagen des Juni 1938 auf einer Reise „das bedeutendste Ereignis seines Lebens“ bevorstünde. Daraufhin benutzte der abergläubische Horváth angeblich u. a. keine Fahrstühle mehr. Am Tag seines Unfalltods lehnte er das Angebot der Siodmaks, ihn mit dem Auto ins Hotel zurückzubringen, mit der Begründung ab, dass dies zu gefährlich sei. Stattdessen machte er sich zu Fuß auf den Weg.
Die Reste seiner Gebeine, soweit sie noch auffindbar waren, ruhen seit 1988 in einem ehrenhalber gewidmeten Grab auf dem Heiligenstädter Friedhof (Teil A, Gruppe M, Nummer 4) in Wien, wo zuvor seine Eltern und sein Bruder bestattet wurden. Im Jahr 1959 wurde in Wien-Ottakring (16. Bezirk) die Horvathgasse nach ihm benannt.
Horváths Nachlass verwahren seit 1962 das Archiv der Akademie der Künste in Berlin, seit 1990/1994 das Literaturarchiv der Österreichischen Nationalbibliothek und die Wienbibliothek im Rathaus. Diese ersteigerte 2015 den Text Niemand bei einer Auktion, nachdem sie durch einen Medienbericht darauf aufmerksam gemacht worden war.

## Literarische Bedeutung
Sozialpolitische Stoffe bilden den Kern von Horváths dramatischem Gesamtwerk. Als Ziel seiner Arbeit nennt er selbst die „Demaskierung des Bewußtseins“. Anhand von Einzelschicksalen verarmter, perspektivloser Kleinbürger sowie von Frauengestalten in drastischer patriarchalischer Abhängigkeit zeichnet er Bilder einer entfremdeten und sozial deprivierten Gesellschaft. In späten Arbeiten treten religiöse Fragestellungen im Sinne von Verantwortung und Schuld als Kategorie menschlichen Handelns hinzu. Bereits in seinem Volksstück Italienische Nacht analysiert er nicht nur die soziale, sondern auch die psychologische Komponente im Verhalten der Faschisten. Aus dieser Analyse geht hervor, dass das Verhalten von einem brutalen sowie masochistisch-sentimentalen Minderwertigkeitsgefühl bestimmt wird. Auch in seinem Prosa-Spätwerk, den Romanen Jugend ohne Gott und Ein Kind unserer Zeit, setzt Horváth sich mit dem Faschismus auseinander, allerdings direkter und bitterer: „Der Einzelne wird, da wo er sich auflehnen will, von der Gesellschaft, und das ist nunmehr der faschistische Staat, zerrieben, wenn er nicht resigniert.“
Horváth gilt als Erneuerer des Volksstücks. In seinem Verständnis sollen die Probleme möglichst volkstümlich behandelt und gestaltet werden. In seinen dramatischen Arbeiten kritisiert er den artifiziellen „Bildungsjargon“, den er mittels einer künstlichen und kommunikationslosen „Dialogsprache“ zu entlarven trachtet: „Es hat sich nun durch das Kleinbürgertum eine Zersetzung der eigentlichen Dialekte gebildet, nämlich durch den Bildungsjargon. Um einen heutigen Menschen realistisch schildern zu können, muß ich also den Bildungsjargon sprechen lassen. Der Bildungsjargon (und seine Ursachen) fordert aber natürlich zur Kritik heraus – und so entsteht der Dialog des neuen Volksstücks, und damit der Mensch und damit erst die dramatische Handlung – eine Synthese aus Ernst und Ironie.“

## Rezeption

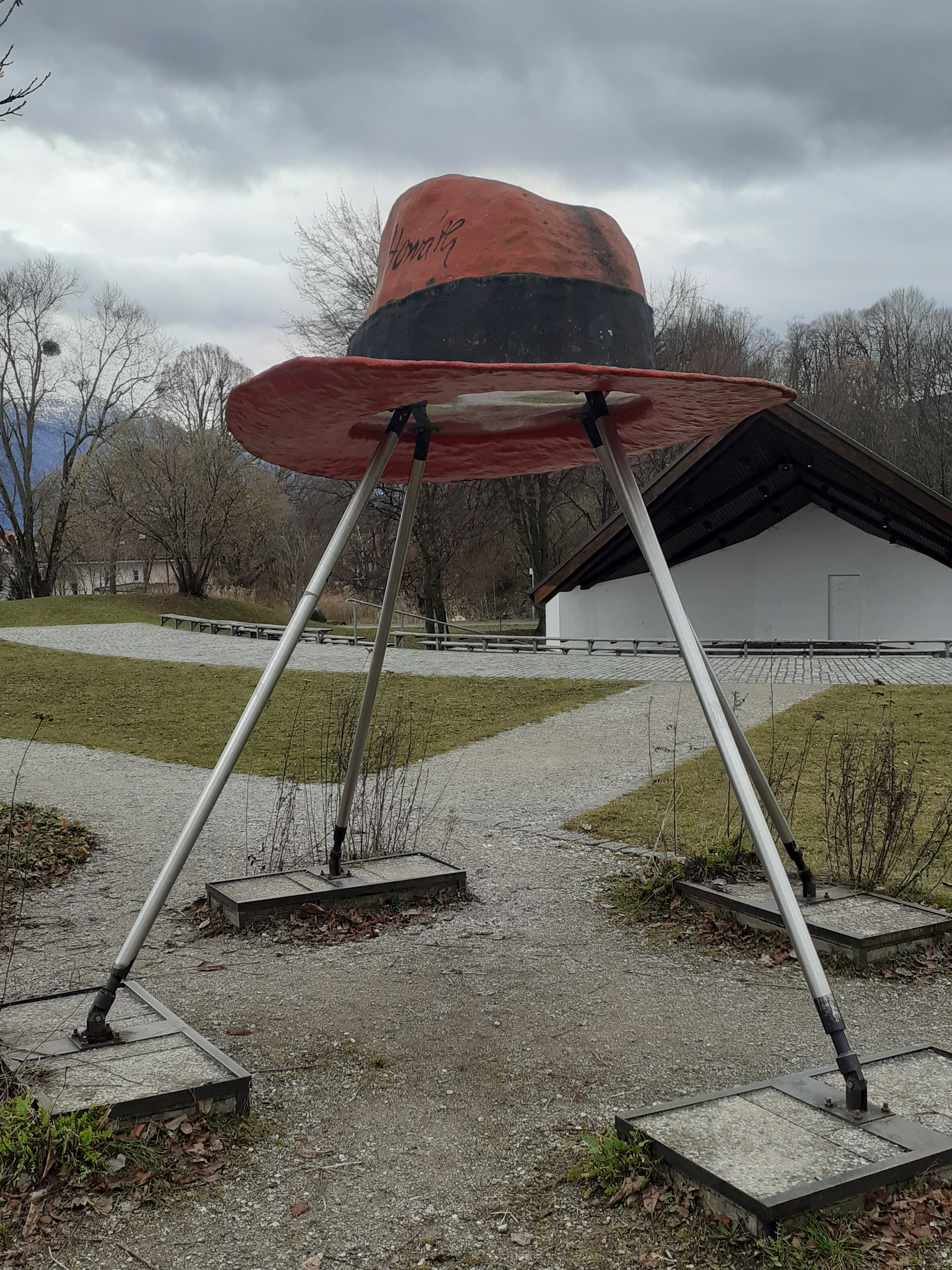
Horváth-Hut der Murnauer Horváth-Tage im Kurpark Murnau

Horváth führte sich im deutschen Theater mit seinem sozialkritischen Erstlingswerk Revolte auf Côte 3018 ein, das den Bau der Tiroler Zugspitzbahn behandelt und am 4. November 1927 an den Hamburger Kammerspielen uraufgeführt wurde. Zwei Jahre später führte die Volksbühne Berlin erstmals eine umgearbeitete Fassung dieses Stücks unter dem Titel Die Bergbahn auf. Regisseur Viktor Schwanneke richtete das Stück zum 4. Januar 1929 eigens für die „Sonderabteilungen“ ein, denen der Volksbühnenverein vor allem Stücke sozialpolitischen Inhalts anbieten wollte. Der Berliner Kritikerpapst Alfred Kerr bezeichnete Schwannekes Inszenierung an der Volksbühne als einen „Orkan des – nicht nur äußeren – Erfolgs“.
Ebenfalls 1929 feierte das heftig umstrittene Folgestück Sladek der schwarze Reichswehrmann in Berlin Premiere, das Kerr als noch zu sehr skizzenhaft bemängelte: Horváth „gibt anfangs politische Weltanschauung in runden Gestaltbildern – hernach bloß Weltanschauung in Dokumenten.“ Der Durchbruch zum gefeierten Dramatiker gelang Horváth erst 1931 mit seinem Stück Italienische Nacht, das Kerr als ein „gelungener Zeitspaß“ bezeichnete und das Horváth den renommierten Kleist-Preis eintrug. Ab 1933 wurden Horváths Werke an den deutschen und bald auch an den österreichischen Bühnen abgesetzt.
In den späten sechziger Jahren setzte eine Horváth-Renaissance ein. Seither werden Horváths Dramen regelmäßig an den deutschsprachigen Bühnen aufgeführt. Seine Romane wurden in den Kanon der Schullektüre aufgenommen. Horváth gilt heute als sozialkritischer „Klassiker der Moderne“.
Seit den 1950er Jahren wurden Horváths Werke vielfach verfilmt, am häufigsten Geschichten aus dem Wiener Wald Der jüngste Tag und Jugend ohne Gott. Der Autor selbst wurde zur filmischen Gestalt in dem BBC-Fernsehfilm Geschichten aus Hollywood (Tales from Hollywood), einer britisch-amerikanischen Koproduktion von 1993, in der Jeremy Irons einen fiktiven Ödön von Horváth nach 1938 in den Vereinigten Staaten darstellte.
Unter den Bearbeitungen von Horváths Texten finden sich auch musikalische Adaptionen. Die deutschen Sänger Udo Lindenberg und Jan Delay machten 2008 eine Sentenz aus Horváths Volksstück Zur schönen Aussicht zur Grundlage des Lieds Ganz anders, das Platz 28 der deutschen Charts erreichte („Ich bin eigentlich ganz anders, aber ich komme nur so selten dazu.“). Im Januar 2003 wurde in Murnau am Staffelsee eine Ödön-von-Horváth-Gesellschaft gegründet, die sich der Förderung von Horváths Werk verschrieben hat. So gab die Gesellschaft von 2003 bis 2007 ein Horváth-Journal heraus, das noch immer über das Internet erhältlich ist. Die Ödön-von-Horváth-Gesellschaft veranstaltet auch die im Drei-Jahre-Turnus stattfindenden Murnauer Horváth-Tage, die mit Theater-Inszenierungen, Lesungen, Symposien und Ausstellungen das Andenken des Autors lebendig halten.
Außerdem vergibt die Stiftung seit 2013 den Ödön-von-Horváth-Preis. Erster Preisträger war der österreichische Dramatiker Felix Mitterer. Den Horváth-Förderpreis 2013 erhielt der Filmemacher Ben von Grafenstein für seine Kino-Version von Kasimir und Karoline. Seit März 2010 widmet das Schlossmuseum Murnau Ödön von Horváth eine Dauerausstellung.
Das Franz-Nabl-Institut für Literaturforschung der Universität Graz arbeitet an einer historisch-kritischen Ausgabe der Werke Ödön von Horváths, die erstmals alle verfügbaren Entwürfe und Arbeitsschritte des Schriftstellers erschließt. Sie erscheint seit 2009 im Verlag de Gruyter Berlin und dient als Grundlage für neue Inszenierungen von Horváths Stücken.
Am 1. September 2016 wurde das im selben Jahr wiederentdeckte Stück Niemand unter der Regie von Herbert Föttinger am Theater in der Josefstadt in Wien uraufgeführt. Im Jahr 2023 wurde am Franz-Nabl-Institut für Literaturforschung eine große historisch-kritische Gesamtausgabe Ödön von Horváths in 19 Bänden abgeschlossen und der Forschung erstmals ein lange gefordertes und umfangreiches Horváth-Handbuch vorgelegt. Auch eine frei zugängliche digitale Edition aller Dramen des Autors mit umfangreichen Analysetools liegt seit einigen Jahren vor.

## Werke

### Theaterstücke
- Das Buch der Tänze, 1922
- Mord in der Mohrengasse, 1923
- bis 2016 unveröffentlicht: Niemand, Tragödie in sieben Bildern. 1924[25][26][27][28]
- Zur schönen Aussicht, 1926
- Die Bergbahn, 1926 (ursprünglich Revolte auf Côte 3018)
- Sladek, der schwarze Reichswehrmann, 1929 (ursprünglich Sladek oder Die schwarze Armee)
- Rund um den Kongreß, 1929
- Die Lehrerin von Regensburg, 1930 (Fragment, nach dem authentischen Fall der Regensburger Lehrerin Elly Maldaque)
- Italienische Nacht, 1931
- Geschichten aus dem Wiener Wald, 1931
- Kasimir und Karoline, 1932
- Glaube Liebe Hoffnung, 1933
- Die Unbekannte aus der Seine, 1933
- Hin und Her, 1934
- Mit dem Kopf durch die Wand, 1934
- Don Juan kommt aus dem Krieg, 1936
- Figaro lässt sich scheiden, 1936
- Pompeji. Komödie eines Erdbebens, 1937 (ursprünglich: Ein Sklavenball)
- Ein Dorf ohne Männer, 1937
- Himmelwärts, 1937
- Der jüngste Tag, 1937

### Romane
- Sechsunddreißig Stunden, 1929
- Der ewige Spießer, 1930
- Jugend ohne Gott, 1937
- Ein Kind unserer Zeit, 1938
- Adieu Europa, 1938 (unvollendetes Romanfragment)

### Sonstige Prosa
- Sportmärchen, 1924–1926
- Interview, 1932
- Gebrauchsanweisung, 1932
- Stunde der Liebe, 1929
- Das Bitterwasser-Plakat, 1929, erschienen in Die Geschichtenerzähler. Neues und Unbekanntes von Allende bis Zafón. suhrkamp, Frankfurt am Main 2008, ISBN 978-3-518-46000-9.
- Die stille Revolution. Suhrkamp, Frankfurt am Main, 1980, ISBN 3-518-06754-0.

### Werk- und Sammelausgaben
- Ödön von Horváth. Gesammelte Werke (vier Bände). Hrsg. von Dieter Hildebrandt, Walter Huder und Traugott Krischke. Suhrkamp, Frankfurt am Main 1970/1971.
- Ödön von Horvath. Gesammelte Werke in acht Bänden. Hrsg. von Traugott Krischke und Dieter Hildebrandt. Suhrkamp, Frankfurt am Main 1972 (Edition Suhrkamp). 2. Auflage 1978.
  - Band 1. Volksstücke
  - Band 2. Schauspiele
  - Band 3. Komödien 1
  - Band 4. Komödien 2
  - Band 5. Lyrik, Prosa, Romane 1
  - Band 6. Romane 2
  - Band 7. Szenisches, Fragmente und Varianten
  - Band 8. Prosa, Fragmente und Varianten, Exposés, Theoretisches, Briefe, Verse
- Ödön von Horváth. Ausgewählte Werke (zwei Bände). Hrsg. von Hansjörg Schneider. Volk und Welt, Berlin 1981 (DDR-Lizenzausgabe nach der Suhrkamp-Ausgabe in vier Bdn., 1970/1971).
- Ödön von Horváth. Gesammelte Werke. Kommentierte Werkausgabe in Einzelbänden (15 Bände). Hrsg. von Traugott Krischke und Susanna Foral-Krischke. Suhrkamp, Frankfurt am Main 1983 ff.
- Ödön von Horváth. Gesammelte Werke (vier Bände). Hrsg. von Traugott Krischke unter Mitarbeit von Susanna Foral-Krischke. Suhrkamp, Frankfurt am Main 1988.
- Ödön von Horváth. Gesammelte Werke in 14 Bänden. Kommentierte Werkausgabe in Einzelbänden. Hrsg. von Traugott Krischke und Susanna Foral-Krischke. Suhrkamp, Frankfurt am Main 2001.
- Ödön von Horváth. Wiener Ausgabe sämtlicher Werke. Historisch-kritische Edition. Am Österreichischen Literaturarchiv und am Franz-Nabl-Institut für Literaturforschung der Karl-Franzens-Universität Graz. 19 Bände. Hrsg. von Klaus Kastberger. de Gruyter, Berlin 2009 ff. Projekt-Website der Karl-Franzens-Universität Graz Verlagswebsite

## Adaptionen

### Verfilmungen
- Zur schönen Aussicht, 1926 (A 1970; D 1972, Regie: Hans Hollmann)
- Sladek der schwarze Reichswehrmann, 1929 (D 1976, Regie: Oswald Döpke)
- Geschichten aus dem Wiener Wald (Theateraufzeichnung, D 1978)
- Italienische Nacht, 1931 (D 1966, Regie: Michael Kehlmann)
- Geschichten aus dem Wiener Wald, 1931 (A 1961, Regie: Erich Neuberg; D 1964, Regie: Michael Kehlmann; D/A 1979, Regie: Maximilian Schell; Légendes de la forêt viennoise, F 1993, Regie: André Engel; D 1999, Regie: Martin Kusej)
- Glaube Liebe Hoffnung, 1932 (Geloof, hoop en liefde, BEL 1977, Regie: Jean-Pierre De Decker, Dré Poppe; D 1980, Regie: Michael Kehlmann)
- Kasimir und Karoline, 1932 (D 1959, Regie: Michael Kehlmann; Août, F 1992, Regie: Henri Herré; D 2010, Regie: Ben von Grafenstein; Mary & Johnny, CH 2012, Regie: Samuel Schwarz, Julian M. Grünthal)
- Hin und her, 1934 (FIN 1948, Regie: Theo Lingen; D 1954, Regie: Erich Geiger)
- Ein Dorf ohne Männer, 1937 (A 1969, Regie: Michael Kehlmann)
- Der jüngste Tag, 1937 (…und führe uns nicht in Versuchung, D 1957, Regie: Rolf Hansen; A 1960, Regie: Erich Neuberg; D 1961, Regie: Michael Kehlmann; De Jongste dag, BEL 1970, Regie: Dré Poppe; Freigesprochen, A 2007, Regie: Peter Payer)
- Jugend ohne Gott, 1937 (Nur der Freiheit gehört unser Leben, D 1969, Regie: Herbert Knopp; Wie ich ein Neger wurde, D 1971, Regie: Roland Gall; Jugend ohne Gott, D 1991, Regie: Michael Knof; Jeunesse sans Dieu, F/BEL 1996, Regie: Catherine Corsini; Jugend ohne Gott, D 2017, Regie: Alain Gsponer)
- Ein Kind unserer Zeit, 1938 (Un fils de notre temps, F 2003, Regie: Fabrice Cazeneuve)
- Ein Dorf ohne Männer, 1937 (A 1969, Regie: Michael Kehlmann)

### Hörbücher
- 36 Stunden. Die Geschichte vom Fräulein Pollinger. Gelesen von Ulrich Tukur, gekürzte Fassung. Tacheles 17282, 2002. (2 Audio-CD)
- Mord in der Mohrengasse. Gelesen von Helmut Qualtinger und Vera Borek. Preiser Records, Wien 2001, ISBN 3-902123-04-4.
- Qualtinger liest Ödön von Horvath. Aus dem Roman „Der ewige Spießer“. Gelesen von Helmut Qualtinger. (1967). ADD. Preiser Records 1994, ISBN 3-902027-51-7.
- Sechsunddreißig Stunden. Gelesen von Thomas Kamper. Mono Verlag, Wien 2009, ISBN 978-3-902727-94-7.
- Der ewige Spießer. Gelesen von Erwin Ebenbauer. Mono Verlag, Wien 2009, ISBN 978-3-902727-96-1.
- Jugend ohne Gott. Gelesen von Till Firit. Mono Verlag, Wien 2009, ISBN 978-3-902727-97-8.
- Ein Kind unserer Zeit. Gelesen von Raphael von Bargen. Mono Verlag, Wien 2009, ISBN 978-3-902727-95-4.
- Kasimir und Karoline. Gelesen von Ulrich Beseler. Regie Ursula Frauchiger. Niesen Verlag, Bern 2009, ISBN 978-3-033-01920-1.
- 36 Stunden. Die Geschichte von Fräulein Pollinger. Gelesen von Wolfram Huke, ungekürzt, 4 Stunden.

### Hörspiele
- Jugend ohne Gott. Hörspiel mit Ernst Meister (Lehrer), Gertrud Ramlo und Rudolf Oskar Wisth (Mutter und Vater des Lehrers), Wolfgang Mika (Feldwebel), Karl Fochler (Staatsanwalt) und vielen anderen. Bearbeitung und Regie: Ernst Wolfram Marboe. Produktion: Österreichischer Rundfunk 1967.
- Kasimir und Karoline. Hörspiel mit Michael Gwisdek, Jenny Gröllmann, Christian Grasshof, Katja Paryla, Dieter Mann u. v. a. Regie: Werner Grunow. Produktion: Rundfunk der DDR 1978.
- Glaube Liebe Hoffnung. Hörspiel mit Ilse Neubauer, Gerhart Lippert, Walter Fitz, Gustl Weishappel, Michael Habeck, Hans Quest, Toni Berger u. a. Bearbeitung und Regie: Wolf Euba. Bayerischer Rundfunk 1982.
- Die Unbekannte aus der Seine. Hörspiel mit Felix von Manteuffel (Albert), Romuald Pekny (Silberling), Karl Renar (Nicolo), Christine Buchegger (Irene), Gerd Anthoff (Ernst), Lambert Hamel (Theodor), Lena Stolze (Die Unbekannte), Axel Milberg (Student), Ilse Neubauer (Lilly) u. a. Bearbeitung und Regie: Peter M. Preissler. Produktion: Bayerischer Rundfunk 1983.
- Jugend ohne Gott. Hörspiel mit Hanspeter Müller-Drossaart (Lehrer), Elmar Schulte (Instruktor), Wolfgang Stendar (Pfarrer), Hans-Dieter Zeidler (Richter), Peter Kner (Verteidiger) u. v. a. Bearbeitung: Jürg Amann, Komposition: Pierre Favre, Regie: Franziskus Abgottspon. Produktion: Schweizer Radio und Fernsehen 1994.
- Jugend ohne Gott. Hörspiel mit Matthias Bundschuh (Lehrer), Josef Tratnik (Feldwebel), Biggi Wanninger (Hausfrau), Simon Roden (Kommissar), Andreas Grothgar (Staatsanwalt), Martin Bross (Verteidiger), Martin Reinke (Richter) u. v. a. Bearbeitung und Regie: Uwe Schareck. Produktion: Westdeutscher Rundfunk Köln 2013.
- Der ewige Spießer. Hörspiel in vier Teilen mit Peter Simonischek, Stephan Zinner, Johannes Silberschneider, Brigitte Hobmeier, Stefan Leonhardsberger, Constanze Wächter, Hannes Ringlstetter, Markus Böker, Peter Fröhlich, Norman Hacker, Irina Wanka, Andreas Wimberger, Andrea Wenzl, Jens Atzorn u. a. Bearbeitung: Katarina Agathos/Bernadette Sonnenbichler. Komposition: Georg Glasl. Regie: Bernadette Sonnenbichler. Bayerischer Rundfunk, Hörspiel und Medienkunst 2015. Als Podcast/Download im BR Hörspiel Pool.[29]

### Biographien und Gesamtdarstellungen
- Kurt Bartsch: Ödön von Horváth. Sammlung Metzler. Band 326. Metzler, Stuttgart 2000, ISBN 3-476-10326-9.
- „Ich denke ja gar nichts, ich sage es ja nur“. Ödön von Horváth, Erotik, Ökonomie und Politik. Hrsg. v. Nicole Streitler-Kastberger und Martin Vejvar. Jung und Jung, Salzburg 2018, ISBN 978-3-99027-220-6.
- Dieter Hildebrandt: Horváth (Biographie von Ödön von Horváth mit Selbstzeugnissen und Bilddokumenten, Bibliographie von Petra Seidel). Rowohlt, Reinbek bei Hamburg 1975, ISBN 978-3-499-50231-6 (= Rowohlts Monographien, Band 231).
- Ute Karlavaris-Bremer (Hrsg.): Geboren in Fiume, Ödön von Horváth 1901–1938. Lebensbilder eines Humanisten. Löker, Wien 2001, ISBN 3-85409-356-X.
- Siegfried Kienzle: Ödön von Horváth. 2. Auflage, Colloquium, Berlin 1984, ISBN 3-7678-0633-9 (= Köpfe des 20. Jahrhunderts, Band 87).
- Traugott Krischke: Ödön von Horváth. Kind seiner Zeit. Ullstein, Berlin 1998, ISBN 3-548-26525-1 (= Ullstein-Buch, Band 26525).
- Piero Oellers: Das Welt- und Menschenbild im Werk Ödön von Horvaths. Lang, Bern 1987, ISBN 3-261-03894-2.
- Christian Schnitzler: Der politische Horváth. Untersuchungen zu Leben und Werk. Lang, Frankfurt am Main 1990, ISBN 3-631-42614-3.
- Nicole Streitler-Kastberger, Martin Vejvar (Hrsg.): Horváth-Handbuch. de Gruyter, Berlin 2023, ISBN 978-3-11-070417-4.

### Zu Einzelwerken
- Julian Tietz: Politik und Artifizialität. Die Kältemotivik in Ödön von Horváths „Ein Kind unserer Zeit“. In: Exil. Forschung. Erkenntnisse. Ergebnisse. Hrsg. von Edita Koch und Frithjof Trapp, Nr. 2/2007, ISSN 0721-6742.
- Peter Baumann: Ödön von Horváth „Jugend ohne Gott“ – Autor mit Gott? Analyse der Religionsthematik anhand ausgewählter Werke. Lang, Bern 2003, ISBN 3-906770-82-6.
- Johanna Bossinade: Vom Kleinbürger zum Menschen. Die späten Dramen Ödön von Horváths. Bouvier, Bonn 1988, ISBN 3-416-01982-2.
- Herbert Gamper: Horváths komplexe Textur. Dargestellt an frühen Stücken. Ammann, Zürich 1987, ISBN 3-250-10048-X.
- Ansgar Hillach: Ödön von Horváths dramatische Anfänge. Zur inhaltlichen Grundlegung seiner Dramaturgie. Nachwort zu Horváths frühen Stücken Mord in der Mohrengasse und Revolte auf Côte 3018. Suhrkamp, Frankfurt am Main 1981, ISBN 3-518-01768-3, S. 91–137.

### Weitere Einzelaspekte
- Karsten Brandt: Die Dissoziation eines Schriftstellers in den Jahren 1934–1936: Ödön von Horváth und H. W. Becker. Humboldt-Universität, Berlin 2004 (Dissertation edoc.hu-berlin.de Online (PDF; 5,9 MB)).
- Janusz Golec: Alltag und Glück im Werk Ödön von Horváths. Uniw. Marii Curie-Sklodowskiej. Wydawn, Lublin 2002, ISBN 83-227-2018-1.
- Michael Sailer: Verlorene Gegenwart. Horváth – Kafka – Valentin. Serie Schatten, München 2019, ISBN 978-1-0916-9692-1.
- Peter Gros: Plebejer, Sklaven und Caesaren. Die Antike im Werk Ödön von Horváths. Lang, Bern 1996, ISBN 3-906755-65-7.
- Ingrid Haag: Ödön von Horváth, Fassaden-Dramaturgie. Beschreibung einer theatralischen Form. Lang, Frankfurt am Main 1995, ISBN 3-631-48390-2.
- Klaus Kastberger, Nicole Streitler (Hrsg.): Vampir und Engel. Zur Genese und Bedeutung der Fräulein-Figur im Werk Ödön von Horváths. Praesens, Wien 2006, ISBN 978-3-7069-0357-8.
- Traugott Krischke: Horváth auf der Bühne. 1926–1938. Dokumentation. Verlag der Österreichischen Staatsdruckerei, Wien 1991, ISBN 3-7046-0172-1.
- Peter Michalzik: Horváth Hoppe Hitler. 1926 bis 1938. Das Zeitalter der Masse. Aufbau, Berlin 2022.
- Angelika-Ditha Mildenberger: Motivkreise in Ödön von Horváths dramatischem Werk. Edition Leu, Zürich 1988, ISBN 3-85667-020-3.
- Angelika Steets: Die Prosawerke Ödön von Horvaths. Versuch einer Bedeutungsanalyse. Heinz, Stuttgart 1975, ISBN 3-88099-010-7.
- Klaus Kastberger: Sich ins Exil Schreiben Horváths „Jugend ohne Gott“. (2013, Online auf Academia.edu).
- Klaus Kastberger: Frauen in Schachteln und Schleifen. (2018, Online auf Academia.edu).